# Louis Michel (Physiker)
Louis Michel (* 4. Mai 1923 in Roanne bei Lyon; † 30. Dezember 1999 in Bures-sur-Yvette) war ein französischer theoretischer Physiker.
Michel studierte an der École polytechnique in Paris und forschte dann in Manchester (über schwache Wechselwirkung), Kopenhagen und am Institute for Advanced Study in Princeton. Er war dann in Frankreich an den Universitäten Lille, Paris (Orsay), der École polytechnique (wo er ein Zentrum für theoretische Physik schuf, das Centre de physique theorique) und danach am IHES in Bures-sur-Yvette, wo er 1962 Professor und ständiges Mitglied wurde und auch nach seiner Emeritierung bis zu seinem Tod lehrte.
Michel beschrieb den Myonzerfall (in ein Elektron und zwei Neutrinos) durch den von ihm eingeführten „Michel-Parameter“. In der Theorie der starken Wechselwirkung bewies er die Erhaltung der G-Parität, die es z. B. verbietet, dass eine ungerade Zahl Pionen durch die starke Wechselwirkung in eine gerade Anzahl und umgekehrt übergeht. 1959 entwickelte er mit Valentine Bargmann und Valentine Telegdi die Bargmann-Michel-Telegdi Gleichung für die Präzession des Spins im Magnetfeld. Mit Luigi Radicati gab er eine geometrische Beschreibung der adjungierten Darstellung der SU(3) (Oktett) mit Anwendungen auf die Quarks. In den 1980er Jahren erforschte er auch Symmetrien und Symmetriebrüche in der Festkörperphysik, wobei er topologische Methoden benutzte, und in den 1990er Jahren Quasikristalle. Schon 1953 beschrieb er Phasenübergänge als Symmetriebruch-Phänomene.
Er war 1978 bis 1980 Präsident der französischen physikalischen Gesellschaft und in verschiedenen hochrangigen Komitees des CNRS. Er war Offizier der Ehrenlegion und Mitglied der französischen Akademie der Wissenschaften (1979). Er gewann 1984 die Wigner-Medaille. Das IHES schuf eine Gastprofessur, die seinen Namen trägt. 1966 war er Invited Speaker auf dem ICM in Moskau (Theorie des groupes et particules elementaires).